# Nampo-Klasse
Die Nampo-Klasse, auch als Tuman-Klasse bezeichnet, ist eine Klasse von Korvetten der Marine der Koreanischen Volksarmee.

## Allgemeines
Der Ausbau der U-Bootkapazitäten der südkoreanischen Marine in den frühen 1990er Jahren und das Scheitern der Entwicklung der Soho-Klasse stellten die nordkoreanische Marine angesichts ihrer abnehmenden Fähigkeiten zur U-Boot-Bekämpfung vor ernsthafte Probleme. Des Weiteren war sie aufgrund wirtschaftlicher Schwierigkeiten nicht in der Lage, die Herausforderung sofort in Angriff zu nehmen. Ende der 1990er Jahre wurde ein Programm zur Modernisierung der vorhandenen und zum Bau eines kleinen Patrouillenbootes in Katamaranbauweise (Nongo-Klasse) begonnen. Dieses Programm beinhaltete ebenfalls eine neue Klasse von Korvetten mit Hubschrauberlandedeck, deren Bau vermutlich in den Jahren 2006 und 2007 mit der Entscheidung, die Fregatte Soho abzubrechen, begonnen wurde.
2013 wurde auf Satellitenaufnahmen von Werften in Namp’o (Gelbes Meer) und Rasŏn (Japanisches Meer) je ein im Bau befindliches Schiff festgestellt. Ansonsten ist über die Nampo-Klasse wenig bekannt, sie hat aber Ähnlichkeiten mit der UMS Tabinshweht, einer modernen Korvette der Marine Myanmars.